# Johan Ernst Bäckström
Johan Ernst Bäckström, född 12 juni 1812 i Högsby socken, Kalmar län, död 1863 i Stockholm, var en svensk orgelbyggare, klockare, organist och stadskassör i Strömstads stad. Han byggde ett fåtal undermåliga orglar i Lunds stift.

## Biografi
Bäckström tog examen på 1840-talet. Han var uppmärksammad för olika uppfinningar, till exempel glaspipor som sattes in i Carl Gustafs kyrkas orgel 1846.
Bäckström gifte sig den 24 november 1840 i Strömstad med Lovisa Henrietta Holm. 1848 flyttade familjen till Karlshamn. 1859 bodde familjen i Maria Magdalena församling, Stockholm

## Orglar
| År        | Ursprunglig kyrka  | Stift | Bild | Manualer | Pedal | Stämmor | Bevarad orgel/fasad | Övrigt |
| --------- | ------------------ | ----- | ---- | -------- | ----- | ------- | ------------------- | --- |
| 1846      | Carl Gustafs kyrka | Lunds |      |          |       |         |                     | Ombyggnation. |
| 1849      | Hyllie kyrka       | Lunds |      |          |       | 4       | Nej/Nej             | En ny orgel byggdes 1969 av Bruno Christensen & Sönner, Tinglev, Danmark. |
| 1848/1849 | Bunkeflo kyrka     | Lunds |      | 1        | 1     | 12      | Nej/Nej             | Slutbesiktigad och godkänd 29 september 1849 av Assessorn och kapellmästaren Em. Wenster. J. E. Bäckström fick 3 000 rdr bko för arbetet. Men församlingen i Bunkeflo tyckte ljudet ifrån orgeln lät sämre än deras gamla positivorgel och pinade mångas öron så en ny besiktning av orgeln beslöts anordnas. Den 2 oktober 1852 så skedde denna besiktning, i närvaro av kyrkvaktmästarna och en del församlingsmedlemmar från Bunkeflods och Hyllies kyrkor, av N. Möller, Musikdirektör, Domkantor och ledamot av Kungl. Musikakademin samt orgelbyggaren Sven Fogelberg som bägge dömde ut orgeln såväl i Bunkeflod kyrka som i Hyllie kyrka, vilken de också besiktigade i samma uppdrag. Bunkeflodorgeln hade de nämnda glaspiporna och andra pipor av metall som inte hade någon funktion. Endast 4 av de 12 stämmorna fungerade någorlunda. En ny orgel byggdes 1864 av Johan Nikolaus Söderling, Göteborg. |
| 1851      | Fjälkestads kyrka  | Lunds |      |          |       |         | Nej/Nej             | En ny orgel byggdes 1900 av Johannes Magnusson, Göteborg. |